# Atesh
Atesh (en russe : Атеш ; en ukrainien : Атеш ; en tatar de Crimée : Ateş ; litt. « feu »), est un groupe de résistance à l'occupation russe, actif à partir d'octobre 2022 en Crimée et en Ukraine occupées.

## Histoire
Le mouvement a été fondé fin septembre 2022 par des tatars de Crimée en réaction à l'invasion de l'Ukraine par la Russie. 
Le 26 septembre, le serment du soldat « Atesh » a été publié sur la chaîne officielle Telegram, et le 29 septembre, un appel vidéo d'un des partisans a été rendu public avec un appel pour rejoindre le mouvement,.
En novembre 2022, les partisans du mouvement ont tué 30 militaires russes dans les hôpitaux de Simféropol,.
En février 2023, Atesh revendique un attentat à la voiture piégée qui a entraîné la mort de deux soldats russes et l'hospitalisation de deux autres à Nova Kakhovka occupée.
En mai 2023, des partisans ont revendiqué la tentative d'assassinat de Zakhar Prilepine, écrivain russe et membre du parti Russie juste – Pour la vérité, au cours de laquelle une voiture piégée a explosé alors qu'il traversait la frontière russe depuis le Donbass occupé. Le conducteur de la voiture a été tué et Prilepine a été grièvement blessé, mais a survécu.
En juillet 2023, The Guardian a interviewé Moustafa Djemilev à Kyïv à propos d'Atesh. Il a rapporté qu'Atesh propose un cours en ligne permettant aux recrues russes de commettre des actes de sabotage, affirmant que 4 000 soldats russes se sont enrôlés. Il affirme également que plus de 1 000 Tatars seraient prêts à prendre les armes contre les forces russes en Crimée, si seulement on leur donnait les armes pour le faire. Dzemilev a également déclaré qu'il espérait qu'après la libération de la Crimée, il y aurait un amendement à la Constitution de l'Ukraine pour transformer la Crimée en une « République nationale » autonome avec les Tatars comme peuple autochtone bénéficiant d'un statut spécial.
En août 2023, Atesh a revendiqué l'attentat à la bombe contre un bureau de campagne de Russie unie à Nova Kakhovka, tuant trois gardes russes et détruit des documents soutenant les prochaines élections régionales de septembre 2023.
En septembre 2023, Atesh a affirmé avoir fourni des informations utilisées pour planifier le bombardement du quartier général de la flotte de la mer Noire,. Ils auraient obtenu des informations divulguées sur la flotte de la mer Noire en soudoyant des officiers russes mécontents du non-paiement de leurs salaires.
Le 14 octobre 2023, le mouvement « Atesh » fait exploser un dépôt de munitions de la 61e brigade de marines russe près du village de Krinky. Participait à l'endommagement de réserves pétrolières à Féodosia le 3 mars 2024.
En janvier 2024, le mouvement compterait environ 1 800 membres,.
Le 25 mai 2024, Atesh a revendiqué un sabotage près de Iaroslavl. Selon Atesh, un agent a détruit du matériel dans une sous-station.
En juin 2024, une vidéo d'Atesh confirme la destruction d'une station de communication par satellite R-441 Liven dans la région de Moscou, de l'incendie d'une station ferroviaire à Rostov-sur-le-Don.
Le 5 juillet 2024, les agents d'Atesh ont réussi à mener à bien une opération sur le chemin de fer transsibérien près d'Ekaterinbourg, entraînant la destruction de la voie ferrée le long de laquelle les munitions nord-coréennes étaient transportées.
Le 15 février 2025, des combattants d'Atesh ont saboté un véhicule de guerre électronique russe RP-377LA en versant du sucre dans son réservoir de carburant.
Le 24 avril 2025, Des agents d'Atesh, vraisemblablement des membres de l'armée russe, ont incendié un Su-30SM russe portant le numéro de queue 35 sur l'aérodrome de Rostov-sur-le-Don.
Le 8 mai 2025, le groupe de partisans ukrainien Atesh a revendiqué un sabotage près de Moscou, perturbant les communications de plusieurs unités militaires russes. Selon Atesh, un agent a détruit du matériel dans une sous-station de Mogiltsy.
Le 1er juin 2025, des combattants d'Atesh ont mené une opération de sabotage sur une voie ferrée dans l'oblast de Donetsk, lors de l'opération Toile d'araignée le même jour.

## Activités
Les membres du mouvement sont principalement actifs dans le renseignement, fournissant des informations sur les forces russes à l'armée ukrainienne. Ils les informent sur les sites militaires russes, les déplacements de véhicules, l'emplacement des défenses antiaériennes, ou la présence de hauts gradés sur le terrain. Ils se livrent également à des actions de sabotage.
Les informations recueillies transitent par des messageries cryptées ou par des applications spécialisées mises en place par l'Ukraine.
Les militants font également parler d'eux en collant des affiches de promotion pour le mouvement.